# Mario Reiter
Mario Reiter (* 5. listopadu 1970, Rankweil) je bývalý rakouský alpský lyžař.
Na olympijských hrách v Naganu roku 1998 vyhrál soutěž v kombinaci. Má i dvě medaile z mistrovství světa, stříbro ze slalomu na šampionátu v Sierra Nevadě roku 1996 a bronz z kombinace na mistrovství v Sestrière roku 1997. Vyhrál tři závody světového poháru, sedmkrát stál na stupních vítězů. Jeho nejlepší celkové umístění bylo čtvrté místo ve slalomu v sezóně 1995/96. Je též dvojnásobným rakouským mistrem z roku 1995, v obřím slalomu a slalomu. Závodní kariéru ukončil roku 2001. Poté, až do roku 2009, působil jako spolukomentátor lyžařských přenosů ORF. Od té doby je zaměstnán v marketingovém oddělení Rakouského lyžařského svazu.